# Penny-Wiseguys
Penny-Wiseguys (рус. Мелочные парни) — пятый эпизод двадцать четвёртого сезона мультсериала «Симпсоны». Выпущен 18 ноября 2012 года в США на телеканале «FOX».

## Сюжет
Гомер поражён, что его товарищ по команде в боулинг, Дэн Гиллик, работает счетоводом у Жирного Тони и его мафии. Когда Тони вызывают в суд в качестве присяжного, тот оставляет Дэна за главного. Тем временем Лиза теряет сознание из-за железодефицитной анемии во время её соло на саксофоне. Позже Лиза добавляет в свою вегетарианскую диету насекомых, но быстро от них отказывается, когда те начинают винить её в снах.

## Отношение критиков и публики
Эпизод просмотрело около 5.06 миллионов зрителей 18-49 лет, и он получил рейтинг 2.4, оказавшись вторым по просматриваемости эпизодом (первый — «Гриффины», «Joe's Revenge»). Роберт Дэвид Салливан из «The A.V. Club» дал эпизоду оценку «C» со словами: «Мало над чем можно посмеяться в этом очередном скучном эпизоде». Однако он похвалил историю с Лизой: «Хоть здесь можно улыбнуться, сон Лизы будто из „Treehouse of Horror“».